# Henri-Joseph-Charles-Marie de Cugnac
Henri-Joseph-Charles-Marie de Cugnac, francoski general, * 1895, † 1944.